# شاخص فشار مچ پا – بازو
شاخص فشار مچ پا – بازو (انگلیسی: Ankle–brachial pressure index) (ABPI) یا (ABI) نسبت فشار خون فرد در ناحیه مچ پا با فشار خون او در قسمت بالایی بازو (براکیوم) است. در مقایسه با بازو، فشار خون پایین‌تر در پا نشان دهندهٔ انسداد عروق به دلیل بیماری سرخرگ محیطی (PAD) است. ABPI با تقسیم فشار خون سیستولیک در مچ پا بر فشار خون سیستولیک بازو محاسبه می‌شود.

## روش
بیمار باید در حالت خوابیده قرار گیرد، بی آنکه سر یا هیچ اندامی از او از لبهٔ تخت یا میز آویزان باشد. اندازه‌گیری فشار خون مچ پا اگر در حالت نشسته انجام شود اندازه‌گیری (ABI) را به شدت بیش از حد برآورد می‌کند (تقریباً ۰٫۳).
برای این سنجش، معمولاً به یک آشکارساز جریان خون سونوگرافی که معمولاً به آن دسته داپلر یا پروب داپلر می‌گویند و یک فشارسنج (کاف فشار خون) نیاز است. کاف فشار خون در نزدیکی شریان مورد نظر باد می‌شود. با اندازه‌گیری گره داپلر، تورم تا زمانی ادامه می‌یابد که نبض در شریان متوقف شود. سپس کاف فشار خون به آرامی تخلیه می‌شود. هنگامی که نبض شریان از طریق پروب داپلر دوباره تشخیص داده می‌شود، فشار در کاف در آن لحظه نشان دهنده فشار سیستولیک آن شریان است. در ارزیابی، معمولاً از خوانش رقم سیستولیک بالاتر سرخرگ بازویی بازوی چپ و بازوی راست استفاده می‌شود. فشار در هر سرخرگ درشت‌نئی پسین و شریان پشتی پا با بالاترین دو مقدار، برای محاسبه ABI برای آن پا، اندازه‌گیری می‌شوند:
جایی که P Leg فشار خون سیستولیک دورسالیس پدیس یا شریان‌های تیبیال خلفی است.

و P Arm بالاترین فشار خون سیستولیک بازوی بازوی چپ و راست است.
تست ABPI ابزاری محبوب و متداول برای ارزیابی غیر تهاجمی بیماری عروق محیطی (PVD) است. بررسی‌ها نشان داده‌اند که حساسیت ABPI 90% با اختصاصی ۹۸٪ برای تشخیص همودینامیک قابل توجه (تنگی بیش از ۵۰٪) در شریان‌های اصلی پا است که با آنژیوگرافی تعریف می‌شود.
با این حال، ABPI مشکلات شناخته شده‌ای دارد:
- دانسته شده که در بیماران مبتلا به کلسیفیکاسیون شریانی (تصلب شرایین) که منجر به ایجاد عروق کمتر یا غیرقابل تراکم می‌شود، این روش غیرقابل اعتماد است،[۴] زیرا شریان‌های سفت فشار کاذب مچ پا را افزایش و منفی کاذب را کاهش می‌دهند[۵])این بیشتر در مورد بیماران مبتلا به دیابت شیرین دیده می‌شود.[۶](۴۱درصد از بیماران مبتلا به بیماری سرخرگ محیطی (PAD)، دیابت دارند)[۷])؛ در نارسایی کلیه یا سیگاری‌های افراطی. به هر حال،  نتیجهٔ ABPI کمتر از ۰٫۹ یا بالاتر از ۱٫۳ باید همیشه مورد بررسی بیشتر قرار گیرند.
- برای اندازه‌گیری ABI روشی زمان‌بر است.
- مقدار شاخص استراحت مچ پا-بازویی برای تشخیص بیماری عروق محیطی خفیف حساس نیست.[۸] در آزمایش‌های تردمیل (۶ دقیقه) گاهی برای افزایش حساسیت ABPI استفاده می‌شوند،[۹] اما برای بیماران چاق یا آنان که بیماری‌های ضمنی مانند آنوریسم آئورت دارند، نامناسب است و مدت زمان ارزیابی را افزایش می‌دهد.
- عدم وجود استانداردسازی پروتکل،[۱۰] که قابلیت اطمینان درون ناظر را کاهش می‌دهد.[۱۱]
- پرسنل و اپراتورهای ماهر برای رسیدن به نتایج ثابت و دقیق مورد نیاز هستند.[۱۲]